# Покровский район (Донецкая область)
Покро́вский райо́н (укр. Покровський район) — административно-территориальное образование на западе Донецкой области Украины.
Административный центр — город Покровск.

## География
Площадь 4004,1 км² (в старых границах до 2020 года — 1316 км²).

## История
Красноармейский район в УССР был образован в 1923 году.
В 2016 году переименован в Покровский.
17 июля 2020 года в результате административно-территориальной реформы район был укрупнён, в его состав вошли территории:
- Покровского (Красноармейского) района,
- Добропольского района,
- Марьинского района (частично),
- Ясиноватского района (частично),
- а также городов областного значения Покровск (Красноармейск), Авдеевка, Доброполье, Мирноград (Димитров), Новогродовка, Селидово.

Состав райсовета, избранного в 2020 :  СН-8, ОПЗЖ-19, ЕС-4, За будущее -4, ОБ-7,  Порядок-12.

## Население
Численность населения района в укрупнённых границах — 413,0 тыс. человек.
Численность населения района в границах до 17 июля 2020 года по состоянию на 1 января 2020 года — 29 449 человек, из них городского населения — 6 904 человека, сельского — 22 545 человек.
Данные переписи населения 2001 года (в старых границах до 17 июля 2020 года):
| N | Национальность | Количество | Уд. вес (%) |
| - | -------------- | ---------- | ----------- |
| 1 | Украинцы       | 32592      | 86,76       |
| 2 | Русские        | 4250       | 11,31       |
| 3 | Белорусы       | 259        | 0,69        |
|   | Всего          | 37567      | 100,00      |

## Административное устройство
Район в укрупнённых границах с 17 июля 2020 года делится на 14 территориальных общин (громад), в том числе 9 городских, 3 поселковые и 2 сельские общины (в скобках — их административные центры):
- Городские:
  - Покровская городская община (город Покровск, бывший Красноармейск),
  - Авдеевская городская община (город Авдеевка),
  - Белозёрская городская община (город Белозёрское),
  - Добропольская городская община (город Доброполье),
  - Кураховская городская община (город Курахово),
  - Марьинская городская община (город Марьинка),
  - Мирноградская городская община (город Мирноград, бывший Димитров),
  - Новогродовская городская община (город Новогродовка),
  - Селидовская городская община (город Селидово);
- Поселковые:
  - Гродовская поселковая община (пгт Гродовка),
  - Очеретинская поселковая община (пгт Очеретино),
  - Удачненская поселковая община (пгт Удачное);
- Сельские:
  - Криворожская сельская община (село Криворожье),
  - Шаховская сельская община (село Шахово).

ЦИК Украины в августе 2020 года отменила назначенные на 25 октября 2020 года выборы в трёх новообразованных территориальных общинах Покровского района Донецкой области, подконтрольных Украине, сославшись на небезопасность прифронтовой зоны, в частности, в Авдеевской, Марьинской и Очеретинской общинах.

### История деления района
В границах до 2020 года район включал 3 пгт (Гродовка, Новоэкономическое, Удачное) и 17 сельсоветов:
- Гришинский
- Ивановский
- Красненский
- Лысовский
- Малиновский
- Миролюбовский
- Михайловский
- Николаевский
- Новоалександровский
- Новоелизаветовский
- Новотроицкий
- Першотравневый
- Петровский
- Песчанский
- Ровненский
- Сергеевский
- Срибненский

Всего  — 99 населённых пунктов.

## Известные уроженцы
- Ф. Т. Моргун — советский украинский партийный и государственный деятель, агроном, писатель и публицист.
- В селе Сонцовка (с 1920-х до 2016 года — Красное) родился композитор С. С. Прокофьев (1891—1953).

## Памятники архитектуры
- Петропавловская церковь (1840, село Красное)
- церковь Рождества Богородицы (1799, пгт Новоэкономическое)
- Вознесенская церковь (1893, село Новотроицкое)

## Экономика
22 колхоза, 7 совхозов, 5 промышленных предприятий, 4 стройорганизации. Добыча каменного угля.

## Археология
- Недалеко от села Владимировка, близ балки Попов Яр, находятся 5 древних курганов. В одном из курганов было обнаружено захоронение эпохи поздней бронзы (XIII век до н. э.), относящееся к срубной культуре[10]. Перекрывавшая захоронение каменная плита весом около 150 кг, испещрённая лунками и проточенными чёрточками, возможно является самым древним лунно-солнечным календарём, так как количество лунок на этой плите соответствует циклам Солнца, а количество черточек циклам Луны[11]. При раскопках кургана под селом Шахово, датируемого возрастом поздней бронзы (3,5—3,6 тыс. л. н.), было обнаружено языческое капище представителей срубной культуры с местом для идола и жертвоприношений, а рядом — парное захоронение и сосуд с пятью священными знаками, два из которых — свастика[12].